# USS Garlopa (SS-358)
USS Garlopa (SS-358) miał być okrętem podwodnym typu Balao, jedynym okrętem United States Navy o tej nazwie. Jego budowa została przerwana 29 lipca 1944.